# مرقد معين الدين الجشتي
ضريح معين الدين جشتي، المعروف أيضًا باسم ضريح أجمر الشريف، هو مجمع ضريح صوفي يضم ضريح معين الدين جشتي، والعديد من المقابر، ومسجدًا، يقع في أجمر، في ولاية راجستان، بالهند. ويعد هذا الضريح مهما وهو أحد أكثر المواقع شعبية للزيارات الدينية للمسلمين السنة في شبه القارة الهندية، حيث يمكن أن يجذب ما يصل إلى 20 ألف حاج يوميا، ويرتفع العدد إلى مئات الآلاف في عرس التشيشتي.

## التاريخ

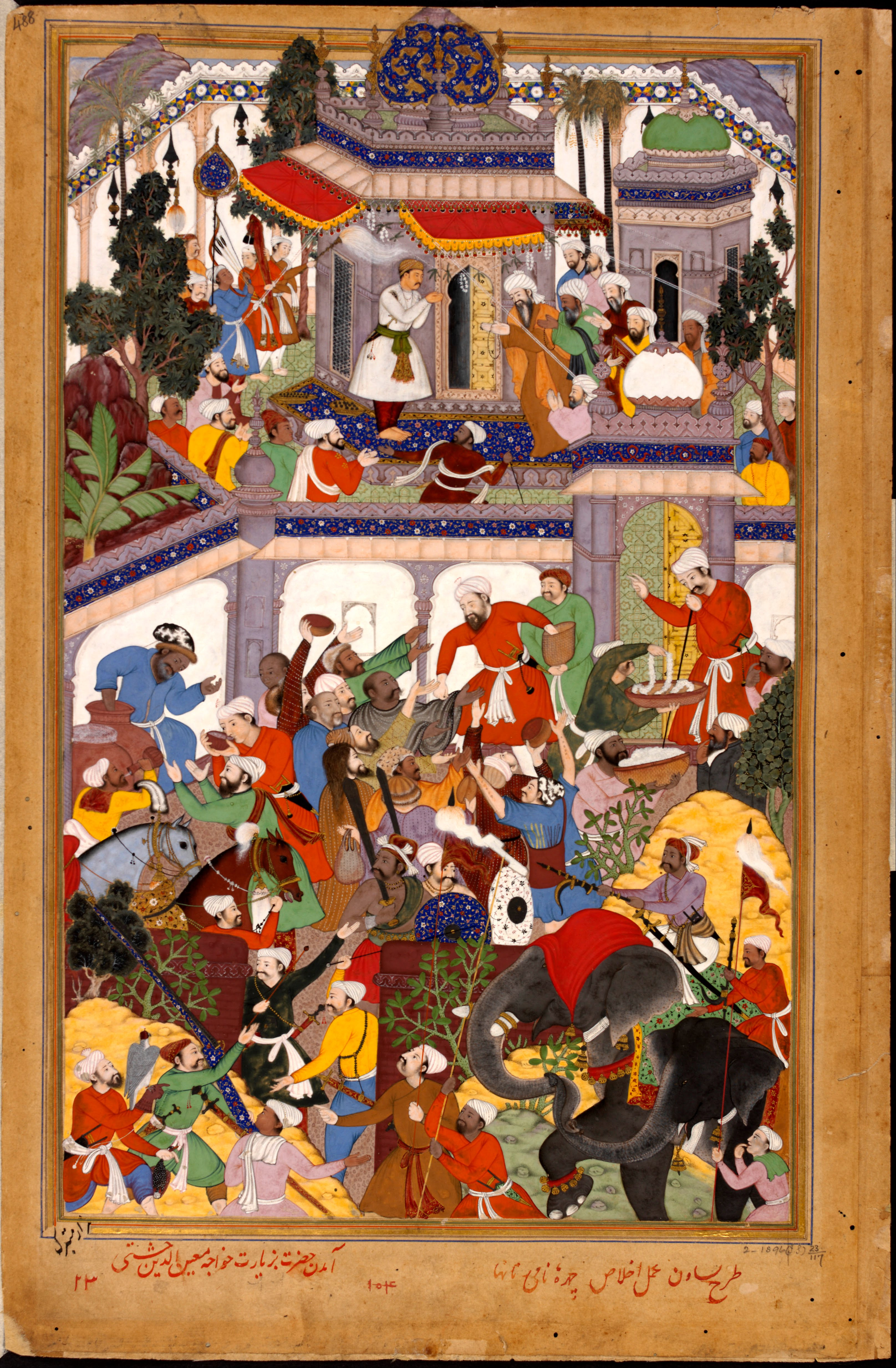
أكبر يزور قبر خواجة معين الدين تشيشتي في أجمر - لوحة من القرن السادس عشر لباساوان

في الوقت الحاضر، لا يزال ضريح معين الدين جشتي أحد أشهر المزارات الدينية للمسلمين السنة في شبه القارة الهندية، حيث يتجمع فيه أكثر من مئات الآلاف من الناس من جميع أنحاء شبه القارة الهندية بمناسبة ذكرى وفاته. كما يجذب الموقع العديد من الهندوس، الذين يقدسون هذا الولي الإسلامي منذ العصور الوسطى.

## الاستقبال

### تفجير عام 2007
في 11 تشرين الأول 2007، وقع انفجار في ساحة ضريح خواجة معين الدين تشيشتي في أجمر في راجستان. حدث هذا في رمضان وكانت صلاة العشاء قد انتهت للتو. تجمع حشد من الناس في الساحة لتناول الإفطار. زُرعَت قنبلة داخل حاملة تيفين وانفجرت. وذكرت التقارير أن الانفجار أسفر عن مقتل 7 أشخاص وإصابة 17 آخرين.
استند حكم القاضي الخاص دينيش جوبتا، الذي بلغ حوالي 500 صفحة، على شهادات 149 شاهدًا و451 وثيقة قدمت إلى محكمته.
في 22 آذار 2017، حكمت المحكمة الخاصة التابعة للوكالة الوطنية للتحقيقات على قاتلين يدعى بهافيش باتيل ودافيندرا جوبتا بالسجن مدى الحياة، والذين أدينوا مع سونيل جوشي، وجميعهم من الأعضاء السابقين في منظمة التطوع الوطنية. وقد أُدين المدانون بموجب قانون منع الأنشطة غير القانونية وقانون المتفجرات وأقسام مختلفة من قانون العقوبات الهندي.

## معرض الصور

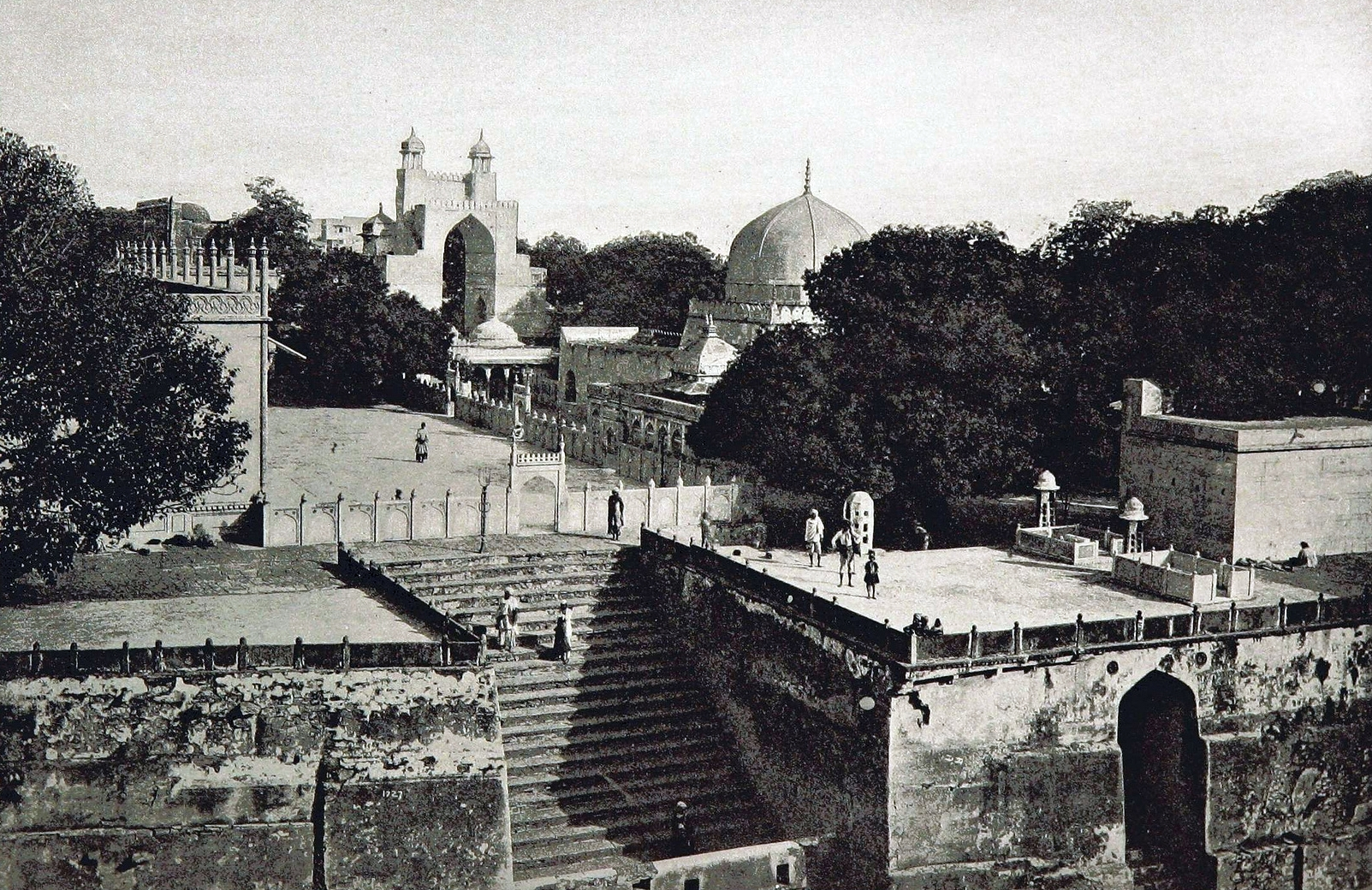
دارغا شريف، أجمر، 1893
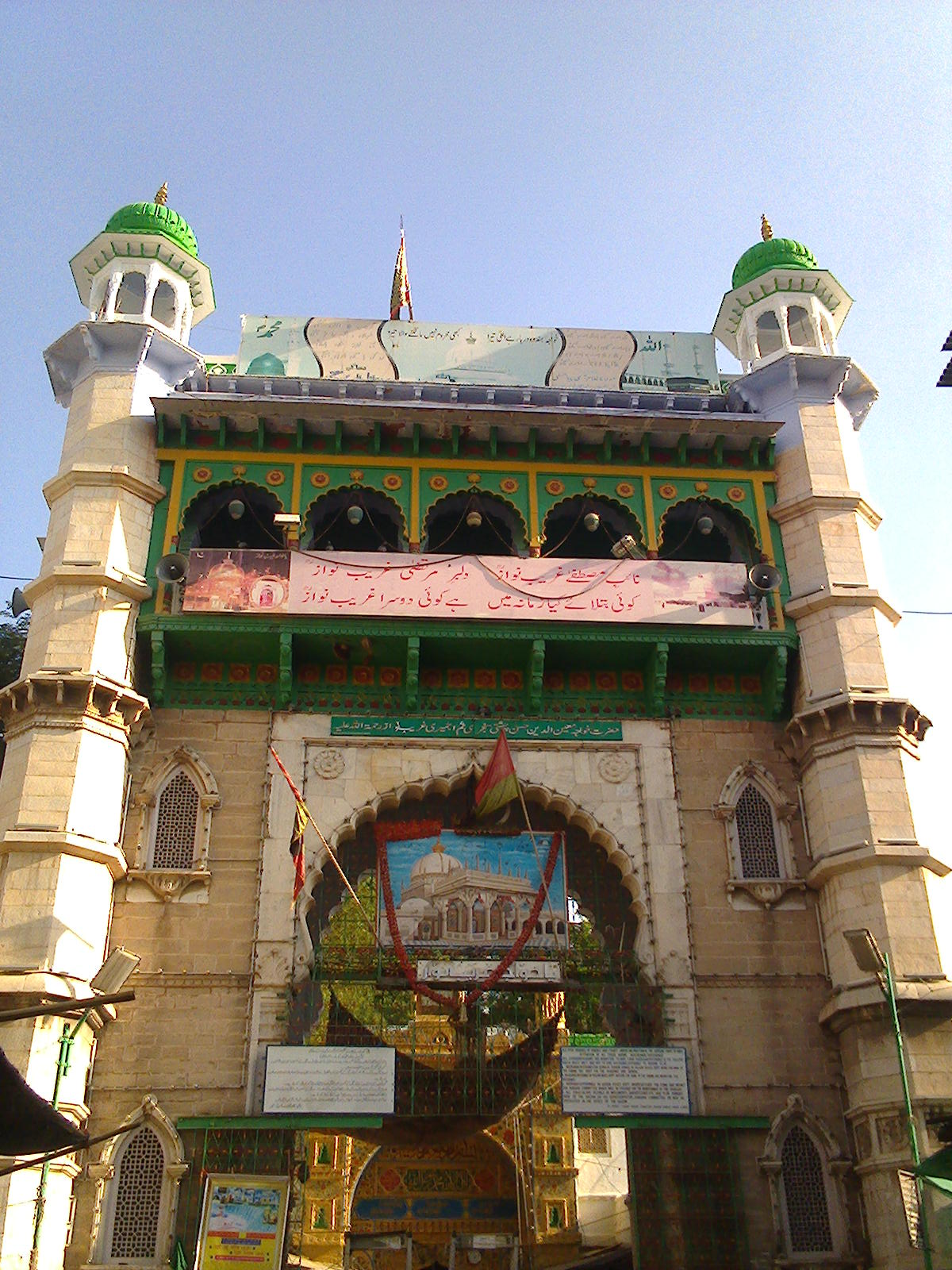
بولند دروزة، أقامها السلطان محمود خلجي[الإنجليزية]
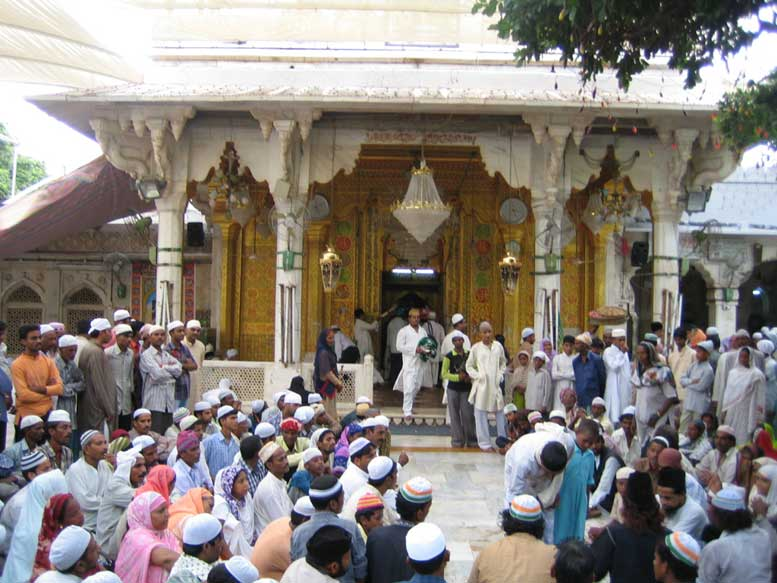
ضريح معين الدين جشتي
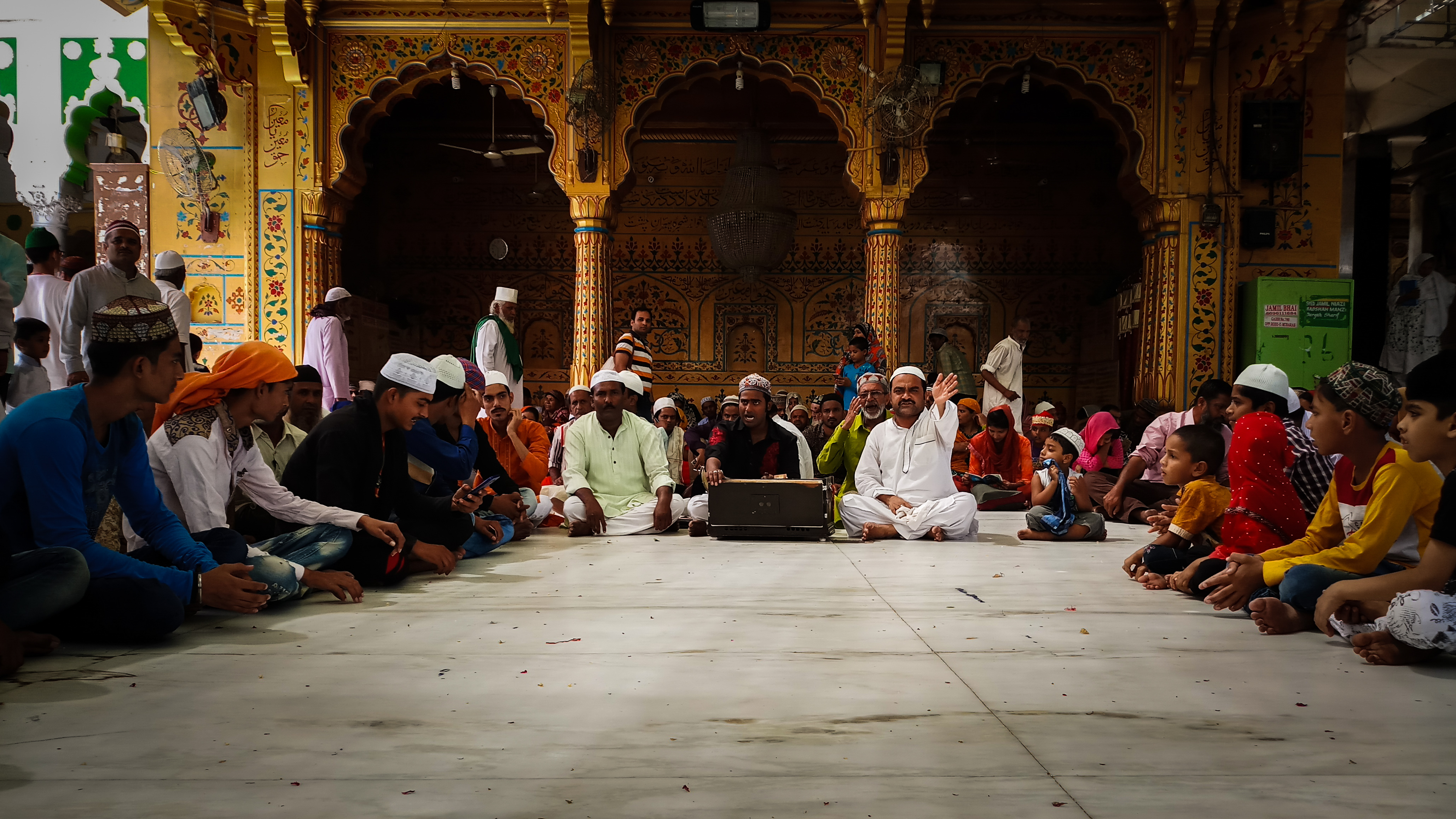
قوالي في مقدمة دارجا
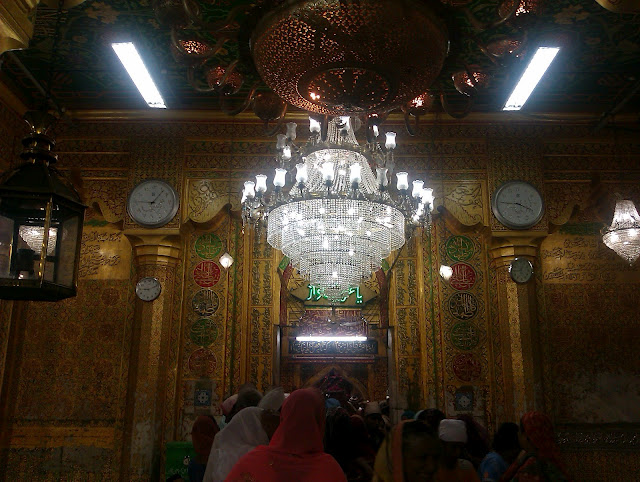
داخل الضريح
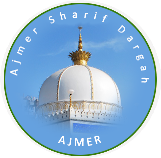
شعار دارغا

## طالع أيضًا
- الإسلام في الهند
- قائمة المساجد في الهند
- حضرة نظام الدين دارغا
- شاه جلال دارغا
- ضريح بابا فريد
- تراب الحق دارغا

### فهرس
- Findly، Ellison B. (1993). Nur Jan:Empress of Mughal India. New York: Oxford University Press. ISBN:9780195360608.
- Huda، Qamar-ul (2003). "Khwâja Mu'în Ud-Dîn Chishtî's Death Festival: Competing Authorities over Sacred Space". Journal of Ritual Studies. ج. 17 ع. 1: 61–78. ISSN:0890-1112. JSTOR:44368645. مؤرشف من الأصل في 2020-08-16. اطلع عليه بتاريخ 2020-07-28.
- Khan، Motiur Rahman (2010). "Akbar and the Dargah of Ajmer". Proceedings of the Indian History Congress. ج. 71: 226–235. ISSN:2249-1937. JSTOR:44147489. مؤرشف من الأصل في 2023-07-02. اطلع عليه بتاريخ 2020-07-25.

## قراءة إضافية
- Currie، P. M. (1989). The Shrine and Cult of Mu'in Al-Din Chishti of Ajmer. Oxford University Press. ISBN:978-0-19-563144-9. مؤرشف من الأصل في 2023-11-06.

## روابط خارجية
- "Dargah Committee, Dargah Khwaja Saheb, Ajmer". gharibnawaz.in. Ministry of Minority Affairs, Government of India. مؤرشف من الأصل في 2019-09-08. اطلع عليه بتاريخ 2019-08-25.
- "Ajmer Sharif Dargah, Shrine of Moinuddin Chishti, Ajmer". Rajasthan Department of Tourism (بالإنجليزية الهندية). Archived from the original on 2025-04-04.